# John Bush
John Bush, född 24 augusti 1963 i Los Angeles, USA, är sångare i Armored Saint, ett heavy metalband från Los Angeles. Bandet har släppt fem album, en EP, en Greatest Hits-skiva och två DVD:er. På samtliga är John Bush sångare. Under Metallicas tidiga karriär i början av 1980-talet tillfrågades John Bush om att gå med Metallica då sångaren James Hetfield kände sig osäker på sin sång och hellre ville koncentrera sig på gitarren, men Bush valde att stanna i Armored Saint. 
År 1992, efter ett samtal med Scott Ian, gitarristen i Anthrax beslutade sig Bush för att gå med i Anthrax som sångare. Bandet fick ett annat sound, mer seriöst och komplext. Han gjorde fem skivor i Anthrax. Efter tiden i Anthrax gjorde han ett längre avbrott, och 1999 återförenades Armored Saint, med uppsättningen från Symbol. I Armored Saint gjordes albumet Revelation och därefter följdes en turné med Armored Saint.

## Diskografi
Album med Armored Saint
- March of the Saint (1984)
- Delirious Nomad (1985)
- Raising Fear (1987)
- Symbol of Salvation (1991)
- Revelation (2000)
- Nod to the Old School (2001)
- La Raza (2010)
- Win Hands Down (2015)
- Carpe Noctum (Live) (2017)
- Punching the Sky (2020)

Album med Anthrax
- Sound of White Noise (1993)
- Stomp 442 (1995)
- Volume 8: The Threat Is Real (1998)
- We've Come for You All (2003)
- The Greater of Two Evils (2004)